# Screen Actors Guild Awards 2023

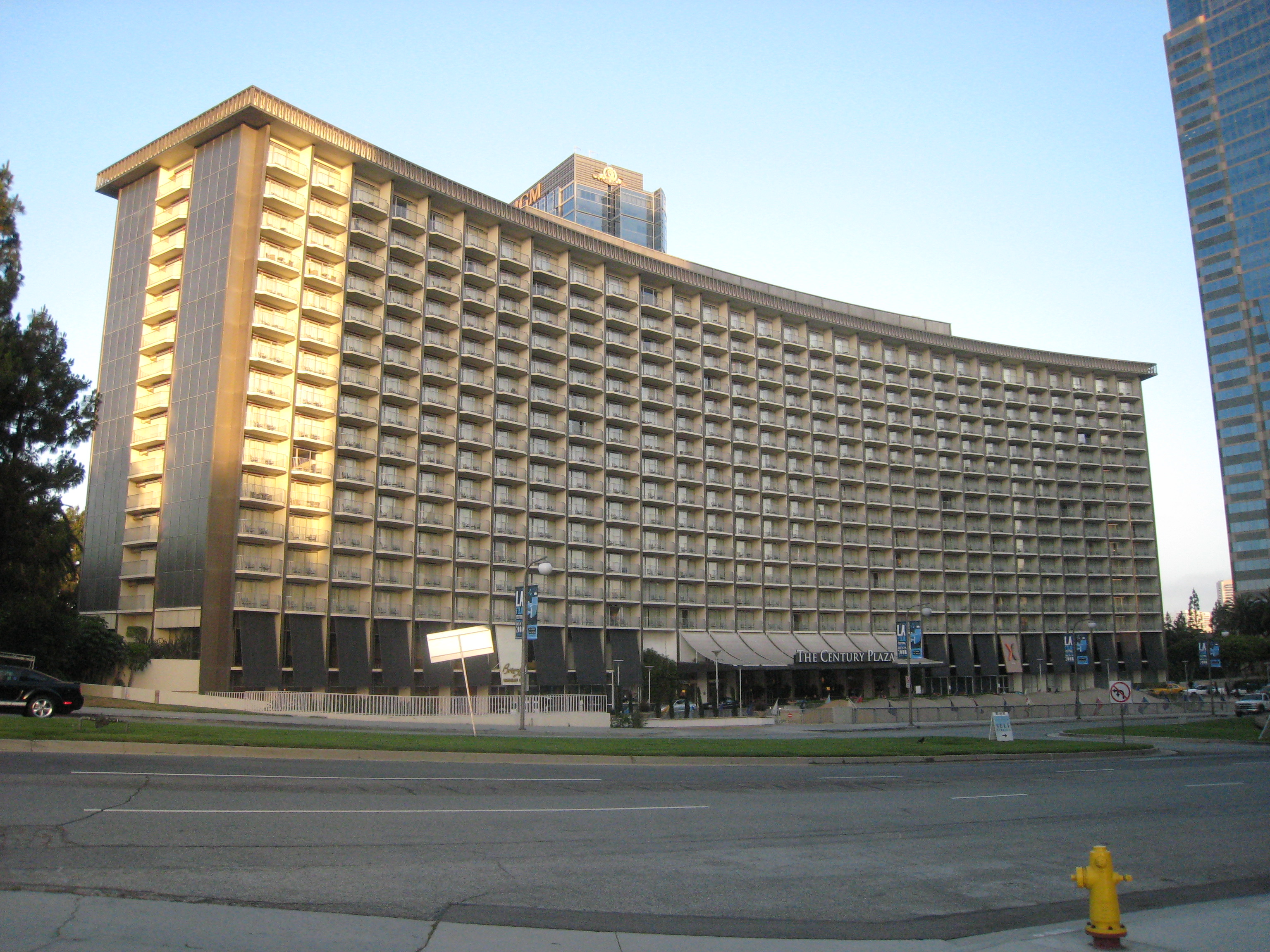
Das Century Plaza Hotel, Veranstaltungsort der Screen Actors Guild Awards 2023

Die 29. Verleihung der US-amerikanischen Screen Actors Guild Awards (englisch 29th Screen Actors Guild Awards), die die Screen Actors Guild (seit 2013 SAG-AFTRA) jedes Jahr in den Bereichen Film (6 Kategorien) und Fernsehen (9 Kategorien) vergibt, fand am 26. Februar 2023 im Century Plaza Hotel in Century City, einem Stadtteil im Westen von Los Angeles, statt. Die so genannten SAG Awards ehrten, im Gegensatz beispielsweise zum Golden Globe Award, nur Film-, Fernseh- und Ensembleschauspieler sowie Stuntleute und gelten als Gradmesser für die bevorstehende Oscar-Verleihung. Gekürt wurden die Sieger von den Mitgliedern der Screen Actors Guild, der man angehören muss, um in den Vereinigten Staaten als Schauspieler zu arbeiten.
Die Nominierten waren am 11. Januar 2023 über Instagram von den Schauspielerinnen Haley Lu Richardson und Ashley Park bekanntgegeben worden. Die Verleihung wurde nicht mehr bei den beiden Kabelsendern TNT und TBS gezeigt, sondern live über die YouTube-Seite von Netflix gestreamt. Wie im Vorjahr wird es keinen festen Moderator geben.
Für ihr Lebenswerk wurde die US-amerikanische Schauspielerin Sally Field gewürdigt.

## Gewinner und Nominierte im Bereich Film
| Film                              | N | A |
| --------------------------------- | - | - |
| Everything Everywhere All at Once | 5 | 4 |
| The Banshees of Inisherin         | 5 | 0 |
| The Whale                         | 2 | 1 |
| Black Panther: Wakanda Forever    | 2 | 0 |
| Die Fabelmans                     | 2 | 0 |
| The Woman King                    | 2 | 0 |

### Bester Hauptdarsteller
Brendan Fraser – The Whale
Austin Butler – Elvis
Colin Farrell – The Banshees of Inisherin
Bill Nighy – Living – Einmal wirklich leben (Living)
Adam Sandler – Hustle

### Beste Hauptdarstellerin
Michelle Yeoh – Everything Everywhere All at Once
Cate Blanchett – Tár
Viola Davis – The Woman King
Ana de Armas – Blond (Blonde)
Danielle Deadwyler – Till – Kampf um die Wahrheit (Till)

### Bester Nebendarsteller
Ke Huy Quan – Everything Everywhere All at Once
Paul Dano – Die Fabelmans (The Fabelmans)
Brendan Gleeson – The Banshees of Inisherin
Barry Keoghan – The Banshees of Inisherin
Eddie Redmayne – The Good Nurse

### Beste Nebendarstellerin
Jamie Lee Curtis – Everything Everywhere All at Once
Angela Bassett – Black Panther: Wakanda Forever
Hong Chau – The Whale
Kerry Condon – The Banshees of Inisherin
Stephanie Hsu – Everything Everywhere All at Once

### Bestes Schauspielensemble in einem Film
Everything Everywhere All at Once

Jamie Lee Curtis, James Hong, Stephanie Hsu, Ke Huy Quan, Harry Shum junior, Jenny Slate und Michelle Yeoh
Babylon – Rausch der Ekstase (Babylon)
Jovan Adepo, P. J. Byrne, Diego Calva, Lukas Haas, Olivia Hamilton, Li Jun Li, Tobey Maguire, Max Minghella, Brad Pitt, Margot Robbie, Rory Scovel, Jean Smart und Katherine Waterston
The Banshees of Inisherin
Kerry Condon, Colin Farrell, Brendan Gleeson und Barry Keoghan
Die Fabelmans (The Fabelmans)
Jeannie Berlin, Paul Dano, Judd Hirsch, Gabriel LaBelle, David Lynch, Seth Rogen und Michelle Williams
Die Aussprache (Women Talking)
Jessie Buckley, Claire Foy, Kate Hallett, Judith Ivey, Rooney Mara, Sheila McCarthy, Frances McDormand, Michelle McLeod, Liv McNeil, Ben Whishaw und August Winter

### Bestes Stuntensemble in einem Film
Top Gun: Maverick
Avatar: The Way of Water
The Batman
Black Panther: Wakanda Forever
The Woman King

## Gewinner und Nominierte im Bereich Fernsehen
| Serie/Film                                          | N | A |
| --------------------------------------------------- | - | - |
| Ozark                                               | 4 | 1 |
| Barry                                               | 3 | 0 |
| Better Call Saul                                    | 3 | 0 |
| Only Murders in the Building                        | 3 | 0 |
| The White Lotus                                     | 2 | 2 |
| Abbott Elementary                                   | 2 | 1 |
| The Bear: King of the Kitchen                       | 2 | 1 |
| Hacks                                               | 2 | 1 |
| The Crown                                           | 2 | 0 |
| Dahmer – Monster: Die Geschichte von Jeffrey Dahmer | 2 | 0 |
| In with the Devil                                   | 2 | 0 |
| Severance                                           | 2 | 0 |

### Bester Darsteller in einem Fernsehfilm oder Miniserie
Sam Elliott – 1883
Steve Carell – The Patient
Taron Egerton – In with the Devil (Black Bird)
Paul Walter Hauser – In with the Devil (Black Bird)
Evan Peters – Dahmer – Monster: Die Geschichte von Jeffrey Dahmer (Dahmer – Monster: The Jeffrey Dahmer Story)

### Beste Darstellerin in einem Fernsehfilm oder Miniserie
Jessica Chastain – George & Tammy
Emily Blunt – The English
Julia Garner – Inventing Anna
Niecy Nash – Dahmer – Monster: Die Geschichte von Jeffrey Dahmer (Dahmer – Monster: The Jeffrey Dahmer Story)
Amanda Seyfried – The Dropout

### Bester Darsteller in einer Dramaserie
Jason Bateman – Ozark
Jonathan Banks – Better Call Saul
Jeff Bridges – The Old Man
Bob Odenkirk – Better Call Saul
Adam Scott – Severance

### Beste Darstellerin in einer Dramaserie
Jennifer Coolidge – The White Lotus
Elizabeth Debicki – The Crown
Julia Garner – Ozark
Laura Linney – Ozark
Zendaya – Euphoria

### Bester Darsteller in einer Comedyserie
Jeremy Allen White – The Bear: King of the Kitchen (The Bear)
Anthony Carrigan – Barry
Bill Hader – Barry
Steve Martin – Only Murders in the Building
Martin Short – Only Murders in the Building

### Beste Darstellerin in einer Comedyserie
Jean Smart – Hacks
Christina Applegate – Dead to Me
Rachel Brosnahan – The Marvelous Mrs. Maisel
Quinta Brunson – Abbott Elementary
Jenna Ortega – Wednesday

### Bestes Schauspielensemble in einer Dramaserie
The White Lotus

F. Murray Abraham, Paolo Camilli, Jennifer Coolidge, Adam DiMarco, Meghann Fahy, Federico Ferrante, Bruno Gouery, Beatrice Grannò, Jon Gries, Tom Hollander, Sabrina Impacciatore, Michael Imperioli, Theo James, Aubrey Plaza, Haley Lu Richardson, Eleonora Romandini, Federico Scribani, Will Sharpe, Simona Tabasco, Leo Woodall und Francesco Zecca
Better Call Saul
Jonathan Banks, Ed Begley junior, Tony Dalton, Giancarlo Esposito, Patrick Fabian, Bob Odenkirk und Rhea Seehorn
The Crown
Elizabeth Debicki, Claudia Harrison, Andrew Havill, Lesley Manville, Jonny Lee Miller, Flora Montgomery, James Murray, Jonathan Pryce, Ed Sayer, Imelda Staunton, Marcia Warren, Dominic West und Olivia Williams
Ozark
Jason Bateman, Nelson Bonilla, Jessica Frances Dukes, Lisa Emery, Skylar Gaertner, Julia Garner, Alfonso Herrera, Sofia Hublitz, Kevin L. Johnson, Katrina Lenk, Laura Linney, Adam Rothenberg, Félix Solis, Charlie Tahan, Richard Thomas und Damian Young
Severance
Patricia Arquette, Michael Chernus, Zach Cherry, Michael Cumpsty, Dichen Lachman, Britt Lower, Adam Scott, Tramell Tillman, Jen Tullock, John Turturro und Christopher Walken

### Bestes Schauspielensemble in einer Comedyserie
Abbott Elementary

Quinta Brunson, William Stanford Davis, Janelle James, Chris Perfetti, Sheryl Lee Ralph, Lisa Ann Walter und Tyler James Williams
Barry
Sarah Burns, D’Arcy Carden, Anthony Carrigan, Troy Caylak, Sarah Goldberg, Nick Gracer, Bill Hader, Jessy Hodges, Michael Irby, Gary Kraus, Stephen Root und Henry Winkler
The Bear: King of the Kitchen (The Bear)
Lionel Boyce, Liza Colón-Zayas, Ayo Edebiri, Abby Elliott, Edwin Lee Gibson, Corey Hendrix, Matty Matheson, Ebon Moss-Bachrach und Jeremy Allen White
Hacks
Carl Clemons-Hopkins, Paul W. Downs, Hannah Einbinder, Mark Indelicato, Jean Smart und Megan Stalter
Only Murders in the Building
Michael Cyril Creighton, Cara Delevingne, Selena Gomez, Jayne Houdyshell, Steve Martin, Martin Short und Adina Verson

### Bestes Stuntensemble in einer Fernsehserie
Stranger Things
Andor
The Boys
House of the Dragon
Der Herr der Ringe: Die Ringe der Macht (The Lord of the Rings: The Rings of Power)

## Preis für das Lebenswerk
Sally Field